# Saleh Salem
Abdul Rahman Saleh Salem (* 4. Januar 1993 in Schardscha) ist ein Schachspieler aus den Vereinigten Arabischen Emiraten. Im Jahr 2015 wurde er Asienmeister.

## Karriere

### Frühe Erfolge
In seiner Kindheit galt Salem als „arabisches Wunderkind“ des Schachspiels und erhielt im Alter von acht Jahren den Titel eines FIDE-Meisters. 2002 nahm er an den Juniorenwettbewerben der Schacholympiade in der slowenischen Stadt Bled teil (+1 =1 −3). Er gewann die U-10-Wertung der arabischen Meisterschaften von 2001 bis 2003 dreimal in Folge, 2004 den U-12-Titel und 2005 sowie 2006 die U-16-Wertung. Darüber hinaus belegte er im Juni 2006 einen geteilten ersten Platz bei den im Iran ausgetragenen U-14-Asienmeisterschaften. Während dieser Zeit wurde er lange vom lettischen Großmeister Edvīns Ķeņģis trainiert. Im September 2006 schloss der Schachverband der Vereinigten Arabischen Emirate (UAECF) einen auf drei Jahre befristeten Stipendiatenvertrag über 500.000 VAE-Dirham mit der Juwelier-Kette Damas ab. Das Geld erhielt Salem als finanzielle Unterstützung für Turniere, Reisen und Trainingslager sowie in Form monatlicher Beträge.

### Etablierung auf hohem Niveau
Bei Turnieren in Dubai, Abu Dhabi und Schardscha erspielte Salem zwischen April und Dezember 2008 die drei erforderlichen Normen zum Großmeister-Titel, der ihm schließlich im März 2009 verliehen wurde.
Er vertrat sein Heimatland bei den Panarabischen Spielen 2007 in Kairo und 2011 in Doha und sicherte sich bei letztgenannter Austragung die Bronzemedaille im Schnellschach-Einzel. Jeweils am ersten Brett für die Vereinigten Arabischen Emirate spielte er bei den Schacholympiaden 2008 in Dresden (+4 =2 −4), 2010 in Chanty-Mansijsk (+7 =3 −1), 2012 in Istanbul (+4 =3 −2), 2014 in Tromsø (+6 =0 −2) und 2016 in Baku (+5 =3 −1).
2014 gewann Salem in der jordanischen Hauptstadt Amman die arabischen Meisterschaften (7/9) und im August 2015 siegte er vor heimischem Publikum in al-Ain bei den Asienmeisterschaften mit sieben Punkten aus neun Partien. Er ist der erste Spieler aus arabischen Ländern, der Asienmeister werden konnte.
Bislang nahm Salem, der zur Zeit von Ivan Sokolov trainiert wird, dreimal am Weltmeisterszyklus teil: Sowohl 2011 als auch 2013 und 2015 qualifizierte er sich für den Weltpokal. Jedes Mal schied er jedoch bereits in der ersten Runde aus – 2011 mit 0:2 gegen Dmitri Jakowenko, 2013 mit ½:1½ gegen Anish Giri und 2015 mit dem gleichen Ergebnis gegen Wei Yi.
Beim 54. Bieler Schachfestival 2021 war Salem der Gewinner des Meisterturniers.